# Собков, Василий Тимофеевич
Василий Тимофеевич Собков (20 октября 1944 год, с. Лисановцы Старосинявского района Хмельницкой области — 1 апреля 2020, Киев) — советский и украинский военачальник, генерал-полковник (1992).

## Биография
Родился в крестьянской семье.
После окончания в 1966 г. Казанского танкового командного училища служил в войсках Прикарпатского военного округа, где прошёл должности командира танкового взвода, танковой роты, учебного взвода и учебной роты. По окончании в 1977 г. Военной академии бронетанковых войск имени Маршала Советского Союза Р. Я. Малиновского направлен для дальнейшего прохождения службы в Группу Советских войск в Германии, где занимал должности начальника штаба — заместителя командира, затем командира танкового полка и заместителя командира танковой дивизии.
Окончив в 1984 г. Военную академию Генерального штаба Вооружённых Сил СCСР имени К. Е. Ворошилова, назначен командиром мотострелковой дивизии в войсках Закавказского военного округа, затем в 1987—1989 гг. являлся командиром армейского корпуса в Туркестанском военном округе.
В 1989—1991 гг. занимал должность командующего 6-й гвардейской танковой армией Киевском военном округе, а с мая 1991 г. был командующим 2-й гвардейской танковой армией в составе Западной группы войск, достигнув в Вооружённых Силах СССР звания генерал-лейтенанта.
4 июня 1992 г. назначен начальником Главного штаба — 1-м заместителем Министра обороны Украины, но уже 25 сентября того же года перемещён на должность командующего войсками Прикарпатского военного округа вместо руководившего округом лишь несколько месяцев генерал-лейтенанта В. Н. Степанова. Указом Президента Украины от 31 декабря 1992 г. присвоено звание «генерал-полковник».
7 апреля 1994 года назначен первым, после создания должности, командующим Сухопутными войсками — заместителем Министра обороны Украины. 30 сентября 1998 г. после ухода генерала армии В. А. Губенко с поста Генерального инспектора Генеральной военной инспекции при Президенте Украины назначен на этот пост, а в должности командующего Сухопутными войсками его сменил генерал-полковник П. И. Шуляк, в своё время сменивший его и на посту командующего Прикарпатским военным округом.
В феврале 2002 г. был освобождён от должности Генерального инспектора и назначен советником Министра обороны Украины. 16 ноября 2004 г. генерал-полковник Собков Указом Президента Украины был уволен в отставку с военной службы по состоянию здоровья.
Председатель Экспертного совета общественной организации Центр военной политики и политики безопасности, председателем Координационного Совета которого является генерал-полковник П. И. Шуляк.
Умер 1 апреля 2020 года в Киеве. Похоронен 3 апреля 2020 года на Байковом кладбище столицы Украины .

## Награды
За службу в Вооружённых Силах СССР Василий Тимофеевич Собков был награждён орденом Красной Звезды
За службу в Вооружённых Силах Украины был удостоен ордена Богдана Хмельницкого двух степеней:
- Орден Богдана Хмельницкого III степени (4.12.1996)[10] — за личные заслуги в развитии Вооружённых Сил Украины, обеспечение выполнения возложенных на войска задач
- Орден Богдана Хмельницкого I степени. (22.10.2004)[11] — за выдающиеся заслуги в укреплении обороноспособности и безопасности государства, значительный личный вклад в дело становления и реформирования Вооружённых Сил Украины

Кроме того, генерал Собков награждён 25 медалями.